# 夏普力-索耶集中度分類法
夏普力–索耶集中度分類法（Shapley–Sawyer Concentration Class）是依據球狀星團的集中度以羅馬數字Ⅰ至ⅩⅡ進行分類的方法。集中度最高的星團，像是M75，分類為Ⅰ；依序逐漸降低集中度至最低的ⅩⅡ，例如帕羅馬 12。(有時會以數字1～12來取代羅馬數字。)

## 歷史
從1927至1929年，哈洛·夏普力和海倫·索耶·霍格開始依據球狀星團系統向中心集中的程度有系統的進行分類的編目工作。這成為今日所熟知的夏普力–索耶集中度分類法。

## 分類
| 分類 | 說明                   | 範例 |
| ---- | ---------------------- | ---- |
| I    | 高度向中心集中         |      |
| II   | 中心密度集中           |      |
| III  | 核心的恆星豐富         |      |
| IV   | 中等豐度凝聚           |      |
| V    | 中等的凝聚             |      |
| VI   | 中間的                 |      |
| VII  | 中間的（Intermediate） |      |
| VIII | 向中心的集中頗為松散   |      |
| IX   | 寬鬆的趨向中心         |      |
| X    | 鬆散的                 |      |
| XI   | 朝向中心非常鬆散       |      |
| XII  | 幾乎沒有朝向中心聚集   |      |